# Джером, Тай
Тай Джереми Джером (англ. Ty Jeremy Jerome; род. 7 июля 1997, Нью-Йорк, Нью-Йорк) — американский профессиональный баскетболист, выступающий за клуб Национальной баскетбольной ассоциации «Кливленд Кавальерс». На студенческом уровне играл за университет Виргинии, с которой, будучи стартовым разыгрывающим, выиграл чемпионат NCAA в 2019 году.

## Профессиональная карьера

### Финикс Санз (2019—2020)
20 июня 2019 года «Филадельфия Севенти Сиксерс» выбрала Джерома на драфте под 24-м номером. Однако по договорённости с «Бостон Селтикс» выборы под 24-м и 33-м номером переходили к «Селтикс», а «Сиксерс» получала выбранного под 20-м номером Матисса Тайбула. 6 июля 2019 года «Бостон» обменял Арона Бэйнса и права на Джерома в «Финикс Санз», взамен «Кельты» получили выбор в будущем 1 раунде драфта. В этот же день «Финикс» подписали четырёхлетний контракт с Джером, из которых 2 года были гарантированы. Перед началом сезона 2019/2020 Джером растянул правую лодыжку и пропустил старт сезона. 25 ноября 2019 года он был переведён для набора формы в фарм-клуб «Нортерн Аризона Санз», из Джи-Лиги.
2 декабря 2019 года Джером дебютировал в НБА в победном матче против «Шарлотт Хорнетс», набрав 4 очка, 4 результативных паса, 3 подбора и 3 перехвата всего за 12 минут игрового времени. 21 декабря 2019 года Джером установил свой личный рекорд сезона, набрав 15 очков (6 из 8 попаданий с игры), в матче против «Хьюстон Рокетс».

### Оклахома-Сити Тандер (2020—2022)
16 ноября 2020 года Джером был отправлен в клуб «Оклахома-Сити Тандер» в результате обмена с участием Криса Пола.
30 сентября 2022 года Джером был обменян вместе с Дерриком Фэйворсом, Морисом Харклессом, Тео Маледоном и будущим выбором второго раунда драфта в «Хьюстон Рокетс» на Дэвида Нвабу, Стерлинга Брауна, Трея Бурка и Маркеса Крисса. На следующий день он был отчислен.

### Голден Стэйт Уорриорз (2022—2023)
4 октября 2022 года Джером подписал с «Голден Стэйт Уорриорз» контракт до конца предсезонки, затем он подписал двусторонний контракт с клубом и начал выступать за фарм-команду «Голден Стэйт» «Санта-Круз Уорриорз» в Джи-Лиге.

### Кливленд Кавальерс (2023—настоящее время)
6 июля 2023 года Джером подписал контракт с «Кливленд Кавальерс».

## Статистика

### Статистика в НБА
| Сезон                                                                                    | Команда       | Регулярный сезон | Регулярный сезон | Регулярный сезон | Регулярный сезон | Регулярный сезон | Регулярный сезон | Регулярный сезон | Регулярный сезон | Регулярный сезон | Регулярный сезон | Регулярный сезон | Серия плей-офф | Серия плей-офф | Серия плей-офф | Серия плей-офф | Серия плей-офф | Серия плей-офф | Серия плей-офф | Серия плей-офф | Серия плей-офф | Серия плей-офф | Серия плей-офф |
| Сезон                                                                                    | Команда       | GP               | GS               | MPG              | FG%              | 3P%              | FT%              | RPG              | APG              | SPG              | BPG              | PPG              | GP             | GS             | MPG            | FG%            | 3P%            | FT%            | RPG            | APG            | SPG            | BPG            | PPG            |
| ---------------------------------------------------------------------------------------- | ------------- | ---------------- | ---------------- | ---------------- | ---------------- | ---------------- | ---------------- | ---------------- | ---------------- | ---------------- | ---------------- | ---------------- | -------------- | -------------- | -------------- | -------------- | -------------- | -------------- | -------------- | -------------- | -------------- | -------------- | -------------- |
| 2019/20                                                                                  | Финикс        | 31               | 0                | 10,6             | 33,6             | 28,0             | 75,0             | 1,5              | 1,4              | 0,5              | 0,1              | 3,3              | Не участвовал  | Не участвовал  | Не участвовал  | Не участвовал  | Не участвовал  | Не участвовал  | Не участвовал  | Не участвовал  | Не участвовал  | Не участвовал  | Не участвовал  |
| 2020/21                                                                                  | Оклахома-Сити | 33               | 1                | 23,9             | 44,6             | 42,3             | 76,5             | 2,8              | 3,6              | 0,6              | 0,2              | 10,7             | Не участвовал  | Не участвовал  | Не участвовал  | Не участвовал  | Не участвовал  | Не участвовал  | Не участвовал  | Не участвовал  | Не участвовал  | Не участвовал  | Не участвовал  |
| 2021/22                                                                                  | Оклахома-Сити | 48               | 4                | 16,7             | 37,8             | 29,0             | 80,9             | 1,6              | 2,3              | 0,6              | 0,1              | 7,1              | Не участвовал  | Не участвовал  | Не участвовал  | Не участвовал  | Не участвовал  | Не участвовал  | Не участвовал  | Не участвовал  | Не участвовал  | Не участвовал  | Не участвовал  |
| 2022/23                                                                                  | Голден Стэйт  | 45               | 2                | 18,1             | 48,8             | 38,9             | 92,7             | 1,7              | 3,0              | 0,5              | 0,1              | 6,9              | Не участвовал  | Не участвовал  | Не участвовал  | Не участвовал  | Не участвовал  | Не участвовал  | Не участвовал  | Не участвовал  | Не участвовал  | Не участвовал  | Не участвовал  |
| 2023/24                                                                                  | Кливленд      | 2                | 0                | 7,4              | 50,0             | 0,0              | -                | 0,5              | 1,5              | 0,0              | 0,0              | 2,0              | Не участвовал  | Не участвовал  | Не участвовал  | Не участвовал  | Не участвовал  | Не участвовал  | Не участвовал  | Не участвовал  | Не участвовал  | Не участвовал  | Не участвовал  |
|                                                                                          | Всего         | 159              | 7                | 17,3             | 42,1             | 35,2             | 82,6             | 1,8              | 2,6              | 0,6              | 0,1              | 7,0              | Не участвовал  | Не участвовал  | Не участвовал  | Не участвовал  | Не участвовал  | Не участвовал  | Не участвовал  | Не участвовал  | Не участвовал  | Не участвовал  | Не участвовал  |
| Наведите курсор мыши на аббревиатуры в заголовке таблицы, чтобы прочесть их расшифровку. |               |                  |                  |                  |                  |                  |                  |                  |                  |                  |                  |                  |                |                |                |                |                |                |                |                |                |                |                |

### Статистика в Джи-Лиге
| Сезон                                                                                    | Команда              | Регулярный сезон | Регулярный сезон | Регулярный сезон | Регулярный сезон | Регулярный сезон | Регулярный сезон | Регулярный сезон | Регулярный сезон | Регулярный сезон | Регулярный сезон | Регулярный сезон | Серия плей-офф | Серия плей-офф | Серия плей-офф | Серия плей-офф | Серия плей-офф | Серия плей-офф | Серия плей-офф | Серия плей-офф | Серия плей-офф | Серия плей-офф | Серия плей-офф |
| Сезон                                                                                    | Команда              | GP               | GS               | MPG              | FG%              | 3P%              | FT%              | RPG              | APG              | SPG              | BPG              | PPG              | GP             | GS             | MPG            | FG%            | 3P%            | FT%            | RPG            | APG            | SPG            | BPG            | PPG            |
| ---------------------------------------------------------------------------------------- | -------------------- | ---------------- | ---------------- | ---------------- | ---------------- | ---------------- | ---------------- | ---------------- | ---------------- | ---------------- | ---------------- | ---------------- | -------------- | -------------- | -------------- | -------------- | -------------- | -------------- | -------------- | -------------- | -------------- | -------------- | -------------- |
| 2019/20                                                                                  | Нортерн Аризона Санз | 3                | 0                | 20,5             | 47,4             | 35,7             | 60,0             | 3,3              | 4,7              | 1,7              | 0,0              | 16,7             | Не участвовал  | Не участвовал  | Не участвовал  | Не участвовал  | Не участвовал  | Не участвовал  | Не участвовал  | Не участвовал  | Не участвовал  | Не участвовал  | Не участвовал  |
| 2020/21                                                                                  | Оклахома-Сити Блю    | 9                | 7                | 24,2             | 39,4             | 29,5             | 93,3             | 2,6              | 3,2              | 1,1              | 0,3              | 12,1             | Не участвовал  | Не участвовал  | Не участвовал  | Не участвовал  | Не участвовал  | Не участвовал  | Не участвовал  | Не участвовал  | Не участвовал  | Не участвовал  | Не участвовал  |
| 2021/22                                                                                  | Оклахома-Сити Блю    | 1                | 1                | 19,8             | 50,0             | 0,0              | -                | 4,0              | 7,0              | 0,0              | 0,0              | 6,0              | Не участвовал  | Не участвовал  | Не участвовал  | Не участвовал  | Не участвовал  | Не участвовал  | Не участвовал  | Не участвовал  | Не участвовал  | Не участвовал  | Не участвовал  |
|                                                                                          | Всего                | 13               | 8                | 23,0             | 42,0             | 29,5             | 80,0             | 2,8              | 3,8              | 1,2              | 0,2              | 12,7             | Не участвовал  | Не участвовал  | Не участвовал  | Не участвовал  | Не участвовал  | Не участвовал  | Не участвовал  | Не участвовал  | Не участвовал  | Не участвовал  | Не участвовал  |
| Наведите курсор мыши на аббревиатуры в заголовке таблицы, чтобы прочесть их расшифровку. |                      |                  |                  |                  |                  |                  |                  |                  |                  |                  |                  |                  |                |                |                |                |                |                |                |                |                |                |                |

### Статистика в NCAA
| Сезон | Команда  | Conf  | Class | GP  | GS | MPG  | FG%  | 3P%  | FT%  | RPG | APG | SPG | BPG | PPG  |
| --- | -------- | ----- | ----- | --- | -- | ---- | ---- | ---- | ---- | --- | --- | --- | --- | ---- |
| 2016/17 | Виргиния | ACC   | FR    | 34  | 5  | 13,9 | 47,3 | 39,7 | 77,8 | 1,6 | 1,5 | 0,4 | 0,1 | 4,3  |
| 2017/18 | Виргиния | ACC   | SO    | 34  | 34 | 30,8 | 42,1 | 37,9 | 90,5 | 3,1 | 3,9 | 1,6 | 0,0 | 10,6 |
| 2018/19 | Виргиния | ACC   | JR    | 37  | 37 | 33,9 | 43,5 | 39,9 | 73,6 | 4,2 | 5,5 | 1,5 | 0,0 | 13,6 |
| Всего | Всего    | Всего | Всего | 105 | 76 | 26,4 | 43,5 | 39,2 | 78,8 | 3,0 | 3,7 | 1,2 | 0,0 | 9,6  |
| Наведите курсор мыши на аббревиатуры в заголовке таблицы, чтобы прочесть их расшифровку Статистика приведена с сайта sports-reference.com |          |       |       |     |    |      |      |      |      |     |     |     |     |      |